# Bolberitz Pál

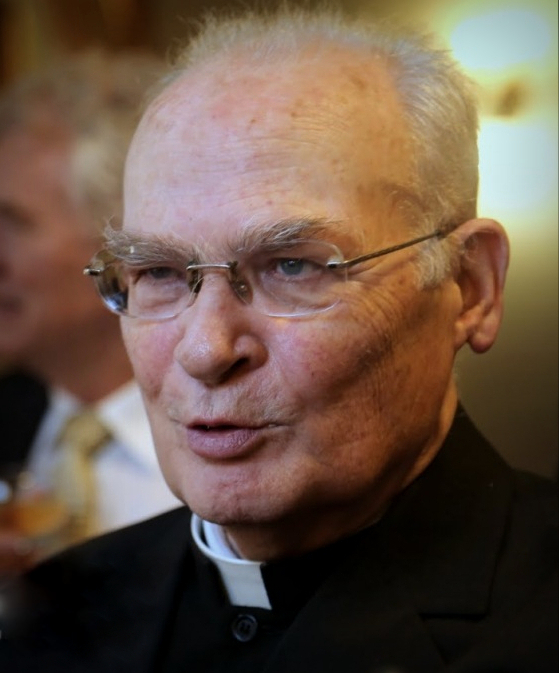
Bolberitz Pál, 2014

Bolberitz Pál (Budapest, 1941. szeptember 15. – Budapest, 2020. október 25.) Széchenyi-díjas római katolikus pap, filozófus, egyetemi tanár, a Szent István Akadémia elnöke, a Magyar Kolping Szövetség országos prézese, a Nemzetközi Cusanus Társaság tagja, a Szuverén Máltai lovagrend nagykeresztes konventuális káplánja. Bolberitz Károly fia.

## Életrajza
A Medve utcai általános iskolában tanult. 1959-ben érettségizett a budai Toldy Ferenc Gimnáziumban. A továbbtanulástól Benke Valéria tiltotta el, ezért előbb antikvárius, majd autóvillamossági műszerész szakmát szerzett. 1961 szeptemberétől lett az esztergomi katolikus papi szeminárium növendéke. 1966-ban szentelték Esztergomban pappá.
1968-ban Szentendrén, majd a budapesti Szentimrevárosban volt káplán. Rendkívüli nagy látogatottságú (több száz) bibliaórákat tartott a középiskolai és egyetemista ifjúságnak, ami lelkipásztori pályája legfontosabb szakasza volt.
1969-ben teológiai doktorátust szerzett, s 1973 szeptemberétől az esztergomi szeminárium prefektusa és teológiai tanára lett. Így feljebbvalói és a diktatúra eltávolíthatták a fővárosból, de az esztergomi Szegényházi templomban folytatta az ifjúsággal való kiemelkedő jelentőségű foglalkozásait. 1974-től a római Gregoriana Pápai Egyetem filozófus-, s a Rota Romana egyházjogi kurzusának hallgatója volt.
1976-tól ismét Esztergomban tanított, majd 1978-tól a budapesti Hittudományi Akadémia filozófia professzora. 1982-től egyetemi tanár, akit többször dékánná választottak.
Antall József miniszterelnöknek mint egykori tanárának ő adta fel a betegek kenetét és temette el egyházilag.
Édesanyja: Marsovszky Klára.

## Kitüntetései, címei
- az esztergomi érseki főszentszék kötelékvédője (1974)
- főszentszéki bíró (1976)
- a főegyházmegyei papi továbbképző moderátora (1978)
- címzetes (nyitra)ludányi apát (1988)
- A máltai lovagrend magisztrális káplánja (1991)
- A Magyar Köztársasági Érdemrend középkeresztje (1994)
- Fraknói Vilmos-díj (2001)
- Apostoli protonotárius (2001)
- Széchenyi-díj (2002)
- „Parma Fidei – a Hit Pajzsa-díj” kitüntetés (2002)
- A máltai lovagrend nagykeresztes konventuális káplánja (2009)
- A Magyar Köztársasági Érdemrend középkeresztje a csillaggal (2011)
- Savoyai Olasz Királyi Ház Szent Móric és Lázár Rend tisztikeresztje
- Budapest díszpolgára (2012)
- Stephanus-díj (2014)

## Művei
Cikkei, tanulmányai az „Új Ember”-ben, a „Vigiliá”-ban, a „Teológiá”-ban és a „Jel”-ben jelennek meg.
- A jövő teol. szemlélete (disszertáció) Budapest, 1969
- Reménység és jövő. Budapest, 1972
- Bölcselettörténet. 2. Újkor – legújabbkor. Főisk. jegyz. Esztergom, 1978; Nyíregyháza, 1984
- Általános metafizika. Akad. jegyz. Budapest, 1981
- Filozófiai istentan; Budapesti Római Katolikus Hittudományi Akadémia, Bp., 1981 (A Budapesti Római Katolikus Hittudományi Akadémia kiadványai)
- Bevezetés a logikába. Akad. jegyz. Budapest, 1981
- A filozófia lényege, alapproblémái és ágai (társszerző: Turay Alfréd, Nyíri Tamás) Budapest, 1981
- Ismeretelmélet. A megismerés filozófiája; Akad. jegyz. Budapest, 1981
- Filozófiai istentan. Akad. jegyz. Budapest, 1981
- Isten, ember, vallás a keresztény filozófiai gondolkodás tükrében; Ecclesia, Bp., 1981 Letöltés
- Kozmológia. Az anyagi világ filozófiai szemlélete; Budapesti Római Katolikus Hittudományi Akadémia, Bp., 1982  (A Budapesti Római Katolikus Hittudományi Akadémia kiadványai)
- Moody: Élet a halál után (értelmező tanulmány). Budapest, 1983
- Isten, ember, vallás. Budapest, 1984
- Lét és kozmosz. Az anyagi világ keresztény szemlélete; Budapest, 1985
- Aquinói Szt Tamás filozófiája és teológiája. Gál Ferenccel. Budapest, 1987
- Boff, L.: Miatyánk. Ford. Uo., 1988
- Bevezetés a logikába; 2. jav. kiad.; PPRKHA, Bp., 1988 (Sorozat: A Pázmány Péter Róm. Kat. Hittudományi Akadémia kiadványai)
- Minek gyónjak? Budapest, 1990
- Philosophischer Gottesbegriff bei Nicolaus Cusanus. Leipzig, 1989
- A megismerés filozófiája. Ismeretelmélet; 2. bőv. kiad.; PPRKHA, Bp., 1990 (Sorozat: A Pázmány Péter Róm. Kat. Hittudományi Akadémia kiadványai)
- Coreth-Neidl-Pfligersdorfer: Christliche Philosophie. 3. köt. (Ákos Pauler, Béla von Brandenstein, Valéria Dienes) Graz, 1990
- Minek gyónjak? Budapest, 1990 Letöltés
- Isten a filozófiában. Filozófiai istentan; PPRKHA, Bp., 1991 (A budapesti Pázmány Péter R. K. Hittudományi Akadémia kiadványai)
- Filozófiai kozmológia. Akad. jegyz. Budapest, 1991
- Sorsközösség Krisztussal. Nagyböjti gondolatok; Márton Áron, Bp.,  1992 Letöltés
- Bevezetés a filozófiai hermeneutikába. Budapest, 1993
- B. Kopp Judit–Bolberitz Pál: És az Ige testté lőn...; Szt. Gellért, Szeged, 1993
- Elkötelezetten. Útmutatás a mai világban; Márton Áron Kiadó, 1996 Letöltés
- Alkotó hit. Magyar Kolping Mozgalomért Alapítvány, 1996 Letöltés
- Hit és ész; Magyar Kolping Szövetség, Bp., 1997
- Szabadság és erkölcs. Magyar Kolping Szövetség, 1998 Letöltés
- Érték és etika. Magyar Kolping Szövetség, 1999 Letöltés
- A metafizika alapjai; Jel, Bp., 2000 (Keresztény bölcseleti írások)
- Kultúra és kereszténység Archiválva 2021. július 24-i dátummal a Wayback Machine-ben
- A vallás és erkölcs viszonya Archiválva 2007. szeptember 27-i dátummal a Wayback Machine-ben
- A megismerés és értelmezés filozófiája; Jel, Bp., 2002 (Keresztény bölcseleti írások)
- Szó és tett; Magyar Kolping Szövetség, Bp., 2002
- A keresztény bölcselet alapjai; Jel,  Bp., 2002
- Krisztus követségében járunk. Elmélkedések az egyházi év ünnepeiről; Magyar Kolping Szövetség, Bp., 2003 Letöltés
- Thália és teológia. Bolberitz Pál és Eperjes Károly történelemről, emberségről és hitről; szerk., szöveggond. Balázs István; Válasz, Bp., 2003 Letöltés
- Az etika alapelvei; Hamvas Intézet, Bp., 2003 (Hamvas füzetek)
- The beginnings of Hungarian philosophy. The reception of Nicholas of Cusa in the work "De homine" by Péter Csókás Laskói. Magyar nyelven elhangzott a Magyar Tudományos Akadémia Felolvasó termében 2003. november 25-én (A magyar filozófia kezdetei); Szt. István Társulat, Bp.,  2004
- A magyar filozófia kezdetei. Nicolaus Cusanus recepciója Laskói Csókás Monedolatus Péter "De homine" c. művében. Elhangzott a Magyar Tudományos Akadémia Felolvasó termében 2003. november 25-én; Szt. István Akadémia, Bp., 2004
- Európa és a kereszténység. Szent István Társulat, 2004 Letöltés
- Bölcselettörténet (Hosszú Ferenccel közösen) Szent István Társulat, 2004
- Győzedelmes hit. Elmélkedések, tanulmányok; Magyar Kolping Szövetség, Bp., 2005
- Ateizmus és keresztény hit; Jel, Bp., 2007 (Keresztény bölcseleti írások)
- Tanúim lesztek – Vasár- és ünnepnapi szentbeszédek a "B" liturgikus év szerint. Szent István Társulat, 2008
- Igazság vagy szeretet? – Vasár- és ünnepnapi szentbeszédek a "C" liturgikus év szerint. Szent István Társulat, 2010
- A hit kalandja – Bolberitz Pállal beszélget Kozma László. Kairosz, 2010 (Miért hiszek?)
- Bevezetés a logikába. Szent István Társulat, 2010
- Bolberitz Pál–Freund Tamás: Hit és tudomány. A reménység végtelen útjain; Éghajlat, Bp., 2010 (Manréza-füzetek)
- A keresztény bölcselet alapjai; 2. jav. kiad.; Szt. István Társulat, Bp.,  2011
- Relatív és abszolút. Válogatott teológiai és filozófiai írások; Éghajlat, Bp., 2011
- Virrasszatok – Vasár- és ünnepnapi szentbeszédek az "A" liturgikus év szerint. Szent István Társulat, 2013
- Kézvezető. Válogatott cikkek, tanulmányok; Szent István Társulat, Bp., 2015
- Balás Béla–Bolberitz Pál: Regnum Marianum; Éghajlat, Bp., 2016 (Manréza-füzetek)
- Szerdahelyi Csongor: Ember vezeti az embert Istenhez. Beszélgetés Bolberitz Pál professzorral; Szt. István Társulat, Bp., 2019
- Szobrászi művek